# Мистулов, Агубе Габатович
Агубе Габатович Мистулов (1912 год, Ардон, Терская область — 20 ноября 1968 года) — партийный деятель, заведующий районным отделом сельского хозяйства Коста-Хетагуровского Северо-Осетинской АССР, Герой Социалистического Труда (1948).

## Биография
Родился в 1912 году в селении Ардон Терской области. В 1927 году вступил в ВЛКСМ. С 1929 года трудился на консервном заводе. С 1931 года — студент Новочеркасского химико-технологического техникума, по окончании которого возвратился на родину, где трудился рабочим в колхозе. После срочной службы в Красной Армии заведовал отделом одного из райкомов ВЛКСМ в городе Грозный.
В 1939 году был избран на руководящую партийную работу Назрановского райисполкома. Заведовал отделами райисполкома и райкома ВКП(б). Позднее — второй секретарь Галашкинского райкома ВКП(б). В 1947 году избран председателем исполкома Коста-Хетагуровского районного Совета народных депутатов.
Руководил сельскохозяйственным производством в Коста-Хетагуровском районе. В 1947 году Коста-Хетагуровский район перевыполнил план по сбору урожая в целом на 32,7 %. Указом Президиума Верховного Совета СССР от 20 мая 1966 года «за получение высоких урожаев пшеницы и кукурузы при выполнении колхозом обязательных поставок и натуроплаты за работу МТС в 1947 году и обеспеченности семенами зерновых культур для весеннего сева 1948 года» удостоен звания Героя Социалистического Труда с вручением ордена Ленина и золотой медали «Серп и Молот».
В 1952 году окончил двухгодичную партийную школу при Северо-Осетинском обкоме ВКП(б), после чего работал председателем Нартовского райисполкома, первым секретарём Нартовского райкома КПСС. В 1956—1957 годах — председатель Правобережного районного Совета народных депутатов.
С 1958 года — на ответственной партийной и хозяйственной работе. Избирался депутатом Верховного Совета Северо-Осетинской АССР, членом Северо-Осетинского обкома КПСС, депутатом местных районных советов.
Скончался в 1968 году.
Награды
- Герой Социалистического Труда (1948);
- Орден Знак Почёта;
- Медаль «За доблестный труд в Великой Отечественной войне 1941—1945 гг.»
- Медаль «За оборону Кавказа».